# Tien ketens
De tien ketens is in het boeddhisme een opsomming van de tien (mentale) ketens die de mens aan het samsara binden. Naarmate iemand zichzelf van deze ketens bevrijdt, behaalt hij een hogere graad van verlichting.
Door het zien van de Dhamma maakt men zich los van de eerste drie ketenen, en is er de zekerheid dat men in de toekomst ook van de overige zeven ketens los zal komen. Wanneer men bevrijd is van alle tien ketens door de Dhamma in de praktijk te blijven brengen, heeft men het Nirvana behaald en wordt men een Arahant of een Boeddha genoemd.

## Volgorde van loskoming van de ketens
De volgorde waarop bevrijding van de ketens plaatsvindt volgt altijd een vast patroon, gerelateerd aan welke graad van heiligheid behaald is:
1. De Sotapanna is bevrijd van de eerste drie ketens.
2. De Sakadagami is bevrijd van de eerste drie ketens, en de vierde en vijfde ketens zijn sterk verzwakt.
3. De Anagami is bevrijd van de eerste vijf ketens.
4. De Arahant is bevrijd van alle tien ketens.

Het is aldus niet mogelijk om wél van de achtste maar níet van de derde keten bevrijd te zijn.

## Tabel
| Naam van keten (Pali / Nederlands)                         | Beschrijving van een persoon die vrij van de keten is |
| ---------------------------------------------------------- | --- |
| 1: Sakkaya-ditthi (Geloof in 'persoon'-lijkheid)           | De noties van 'ik ben', 'dit is van mij' of 'dit ben ik' komen nog steeds in hem op en soms valt hij er nog voor en beleeft ze als echt, maar het besef dat ze eigenlijk niet waar zijn (zie anatta) is diep in hem gevestigd. Hij gelooft niet meer in een persoonlijke essentie. Hij gelooft, en heeft zelf met diep inzicht gezien, dat de vijf khandhas, die samen het conventionele 'persoon' vormen, onderhevig zijn aan de drie karakteristieken. |
| 2: Vicikiccha (Sceptische twijfel)                         | Hij ervaart geen 'sceptische twijfel' meer ten opzichte van de Dhamma, de leer van de Boeddha. |
| 3: Silabbata-paramasa (Gehechtheid aan regels en rituelen) | Hij is niet meer gehecht aan regels en rituelen. Hij weet dat dit slechts wereldse conventies zijn. Al is hij er niet gehecht aan, hij observeert ze wel en ze hebben nog steeds waarde voor hem. |
| 4: Kama-raga (verlangen naar sensueel genot)               | Hij ervaart geen sensuele verlangens en begeerten meer. |
| 5: Vyapada of dosa (kwade wil en haat)                     | Hij wenst mensen slechts het beste toe. Hij ervaart geen boosheid en haat meer. |
| 6: Rupa-raga (verlangen naar fijn-materieel bestaan)       | Hij ervaart geen verlangen naar de hoge stadia van meditatie die als fijn-materieel beschreven worden (de vier lagere jhanas). |
| 7: Arupa-raga (verlangen naar immaterieel bestaan)         | Hij ervaart geen verlangen meer naar de hoge stadia van meditatie die als immaterieel beschreven worden (de vier hogere jhanas). |
| 8: Mana (verwaandheid)                                     | Hij ervaart geen verwaandheid meer. |
| 9: Udhacca (rusteloosheid)                                 | Hij ervaart geen rusteloosheid meer en is altijd innerlijk vredig. |
| 10: Avijja (ignorantie)                                    | Hij beleeft geen ignorantie van de drie karakteristieken van het bestaan meer. Hij hoeft geen moeite meer te doen om onwetendheid of ignorantie te verdrijven door zijn geest in de waarheid te vestigen. Ignorantie kan niet meer in zijn geest ontstaan door zijn ultieme eenwording met de natuur van de werkelijkheid. |

## Verder lezen
- Harvey, Peter (1995), An introduction to Buddhism. Teachings, history and practices. Cambridge: Cambridge University Press
- Schumann, Hans Wolfgang (1997), Boeddhisme. Stichter, scholen en systemen. Rotterdam: Asoka